# Puchar Francji w piłce nożnej (2004/2005)
Puchar Francji w piłce nożnej mężczyzn 2004/2005 – 88. edycja rozgrywek, mających na celu wyłonienie zdobywcy piłkarskiego Pucharu Francji, zorganizowana przez Francuski Związek Piłki Nożnej (FFF) w sezonie 2004/05. Przystąpiło do niej 6263 drużyn klubowych. Zwycięzcą zostało AJ Auxerre, pokonując w finale CS Sedan Ardennes.

## 1/8 finału
| Gospodarze             | Wynik         | Goście                      |          |
| Clermont Foot (L2)     | 1 - 1         | Olympique Lyonnais (L1)     | 4-3 kar. |
| CS Sedan Ardennes (L2) | 2 - 0         | US Quevilly (CFA)           |          |
| Nîmes Olympique (Nat)  | 4 - 0         | OGC Nice (L1)               |          |
| Stade Rennais FC (L1)  | 0 - 1 (dogr.) | AS Monaco (L1)              |          |
| Lille OSC (L1)         | 1 - 3 (dogr.) | Grenoble Foot 38 (L2)       |          |
| US Albi (CFA)          | 0 - 3         | FC Sochaux-Montbéliard (L1) |          |
| AJ Auxerre (L1)        | 3 - 2         | Paris SG (L1)               |          |
| US Boulogne (CFA)      | 1 - 0         | FC Nantes Atlantique (L1)   |          |

## Ćwierćfinały
| Gospodarze             | Wynik         | Goście                      |  |
| CS Sedan Ardennes (L2) | 2 - 1 (dogr.) | Grenoble Foot 38 (L2)       |  |
| AS Monaco (L1)         | 1 - 0 (dogr.) | Clermont Foot (L2)          |  |
| Nîmes Olympique (NAT)  | 4 - 3 (dogr.) | FC Sochaux-Montbéliard (L1) |  |
| US Boulogne (CFA)      | 1 - 2 (dogr.) | AJ Auxerre (L1)             |  |

## Półfinały
- AJ Auxerre - Nîmes Olympique   2-1
- AS Monaco - CS Sedan Ardennes 0-1

## Finał
- AJ Auxerre - CS Sedan Ardennes 2-1